# Торп-Арнольд
Торп-Арнольд — небольшая деревня в английском графстве Лестершир.

## География

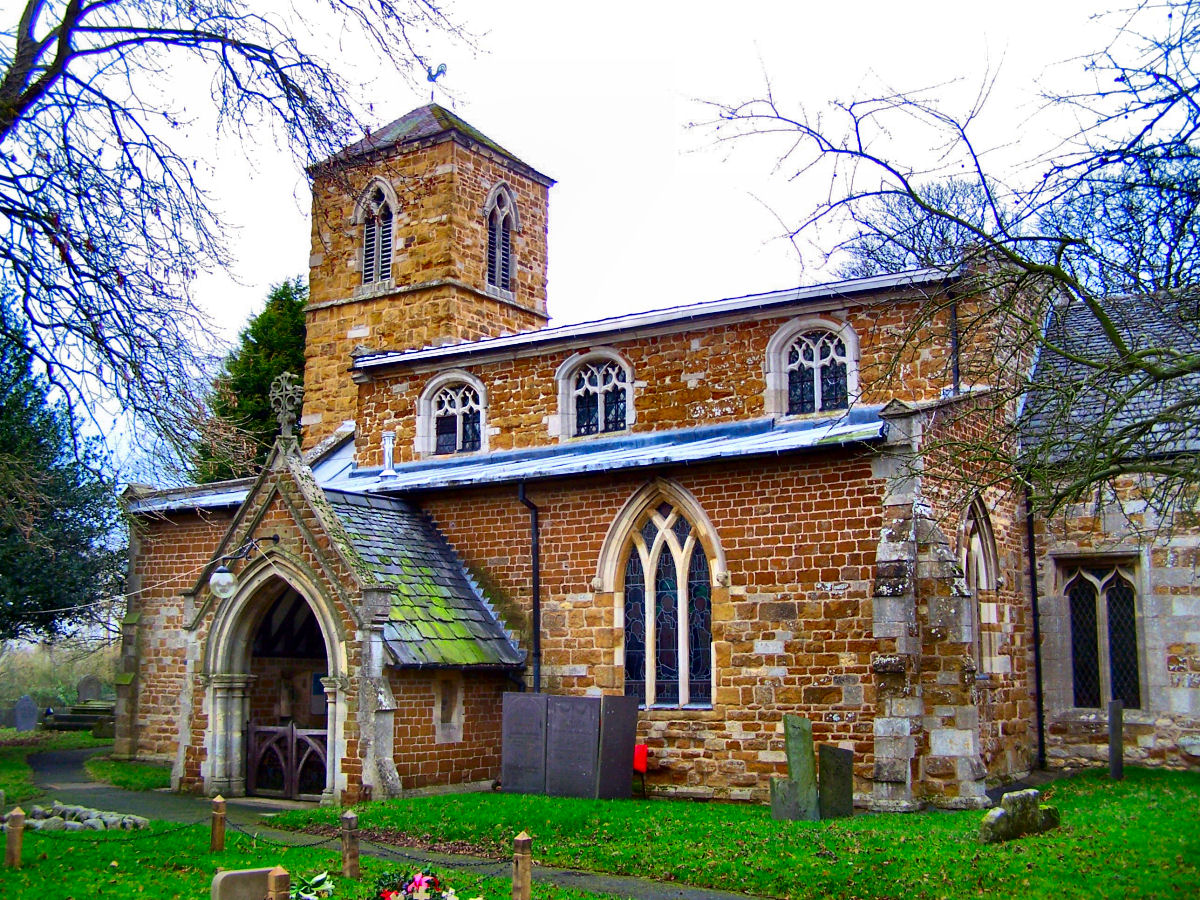
Приходская церковь Св. Девы Марии в Торп-Арнольде

Торп-Арнольд располагается на вершине холма к северо-востоку от города Мелтон-Мобрей.
Координаты : 52°46′24″N 0°51′34″W  / 52,77333°N 0,85944°W  / 52.77333;-0.85944.
Близлежащие крупные города: Лестер, Бирмингем, Шеффилд.
В 1870-72 годы «Имперский географический справочник Англии и Уэльса» преподобного Джона Мариуса Уилсона даёт Торп-Арнольду следующее описание:

Торп-Арнольд, приход в районе Мелтон-Мобрей, Лестер; 1 ¾ мили к северо-востоку от ж/д станции Мелтон-Мобрей. Почтамт в Мелтон-Мобрей. Акров, 1,742. Недвижимое имущество, £2,811. Население, 124. Домов, 25. Поместье принадлежит герцогу Рутленду. Действующий викариат, объединенный с Брентинбю, входит в диоцез Питерборо. Имущество, £400. Патрон, герцог Рутленд. Церковь старая.— 

## История
Торп (Thorpe, Torp) впервые упоминается в 1086 году в Книге Страшного суда (Книге Су́дного дня) (англ. Domesday Book) в перечне многочисленных английских поместий Гуго де Грандмениля, шерифа Лестера и губернатора Хэмпшира, щедро вознагражденного Вильгельмом I Завоевателем за участие в битве при Гастингсе в 1066 года.
С XII века Торп именуется Торп-Арнольд в честь своих новых владельцев, вассалов графа Лестера, носивших в течение многих поколений наследственное имя Эрнольд (Арнольд) де Боско.
Первые бароны де Боско, Эрнольд I и его сын Эрнольд II, принимали активное участие в политике Англии и Нормандии. В частности, Эрнольд II поддерживал Роберта де Бомона, 2-го графа Лестера, за что вознаграждён последним многими поместьями в Лестершире (включая Торп-Арнольд, Брентинбю, Эвинтон, Хамберстон и Элмерсторп) и Варвикшире (Клифтон-на-Дансмуре и Шрули).
В XVII веке Торп-Арнольд принадлежал сэру Мартину Листеру, английскому политику, приемная дочь которого Фрэнсис Агнесса Торнхорст стала матерью Сары Черчилль, герцогини Мальборо.

## Административное устройство
Административно Торп-Арнольд является частью общины Уолтэма и Торп-Арнольда, которая, в свою очередь, входит в состав административного района Мелтон.

## Спорт

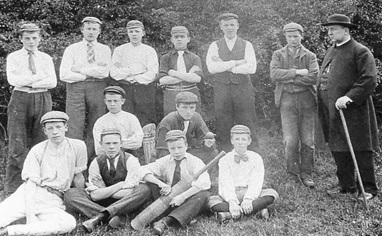
Крикет-клуб Торп-Арнольда в 1902 году.

В Торп-Арнольде продолжительное время действует свой крикет-клуб. Старейшая клубная фотография датируется 1902 годом. Нынешнее местоположение клуба выбрано в 1922 году, и с тех пор остается неизменным.
В 1931 году клуб принят в районную лигу Мелтона. К 1938 году оформился Свод правил клуба. В 1947 году образована юношеская команда Торп-Арнольда по игре в крикет.
Клуб принимает активное участие в соревнованиях под эгидой разных лиг графства.